# 凱珀斯山
凱珀斯山（英語：Mount Kuipers），是南極洲的山峰，位於維多利亞地的斯科特海岸，屬於夸特梅因山脈的一部分，海拔高度1,940米，在1992年由美國南極名稱諮詢委員命名，現時由南極條約體系管理。